# Філіп Вердон
Філіп Вердон (англ. Philip Verdon, 22 лютого 1886 — 18 червня 1960) — британський академічний веслувальник.
Срібний призер Олімпійських Ігор 1908 року в складі розпашної двійки без стернового.